# La Joconde : Histoire d'une obsession
Pour plus de détails, voir Fiche technique et Distribution.
La Joconde : Histoire d'une obsession est un court métrage français réalisé par Henri Gruel et sorti en 1958.

## Synopsis
Approche sarcastique du tableau de Léonard de Vinci. 

## Fiche technique
- Titre : La Joconde : Histoire d'une obsession
- Réalisation : Henri Gruel
- Assistants-réalisateurs : Henry Lordon, Georges Petit
- Scénario et commentaire : Boris Vian d'après une idée de Jean Suyeux
- Documentation : Jean Suyeux
- Photographie : Maurice Barry
- Cameraman : Antonio Harispe
- Son : René Louge
- Effets sonores : D.M.S.
- Effets spéciaux : Arcady
- Montage : Henri Colpi, assisté de Jasmine Chasney
- Musique : Paul Braffort
- Chanson originale : Le menuet de La Joconde de Paul Braffort, interprétée par Cora Vaucaire
- Orchestre sous la direction de Georges Delerue
- Producteurs : Anatole Dauman, Jean Suyeux et Philippe Lifchitz
- Producteurs exécutifs: Anatole Dauman, Philippe Lifchitz
- Sociétés de production : Argos Films, Como Films, Son et Lumière
- Société de distribution : Argos Films, puis Tamasa Distribution
- Pays de production : France
- Format : Couleur - 1,37:1 - 35 mm - Son mono
- Genre : Comédie
- Durée : 14 minutes
- Date de sortie :
  - France :  mai 1958 au Festival de Cannes

## Distribution
- Léon Carny : le peintre magique
- Jacques Hilling
- Judith Magre
- Pascal Mazzotti : narration
- Edmond Tamiz : l'obsédé
- Cora Vaucaire : elle-même chantant le « Menuet de la Joconde »
- Anne Vernon
- Boris Vian : le professeur des sourires

## Distinctions
- Festival de Tours 1957 : Grand prix
- Festival de Cannes 1958 : Palme d'or du court métrage[1]